# ظاهری (مذهب)
ظاهری یکی از مذاهب است که داوود بن علی اصفهانی در سده سوم هجری تأسیس کرد. وجه تسمیه این مذهب توجه به «ظاهر» آیات قرآن و روایات پیامبر اسلام است.
اوج شکوفایی مذهب ظاهری در قرن پنجم توسط ابن حزم اندلسی پدید آمد و بیشتر پیروان آن در اندلس و شمال آفریقا بودند. مذهب شافعی در بین مذاهب دیگر اسلامی بیشترین شباهت را با مذهب ظاهری دارد.

## عقاید
ظاهریان بیشتر توجه خود را معطوف به معنای ظاهری آیات و روایات می‌کنند، منابع فقه را در قرآن، احادیث پیامبر و اجماع صحابه خلاصه می‌کنند، با قیاس و اجتهاد به رأی و استحسان و استصلاح سخت مخالفند و از هرگونه تعلیل و تأویل و اخذ مفهوم مخالف و مفهوم موافق یا نقل به مضمون آیات و روایات می‌پرهیزند و داشتن دانش مناسب از زبان عربی را برای دریافت احکام شرعی کافی می‌دانند، بنابراین با تقلید مخالفند و باب اجتهاد را مفتوح می‌دانند.